# 瑙罗特
瑙罗特是德国莱茵兰-普法尔茨州的一个市镇。总面积6.86平方公里，总人口1082人，其中男性530人，女性552人（2011年12月31日），人口密度158人/平方公里。